# 程銀
程 銀（てい ぎん、生没年不詳）は、中国後漢末期の人物。司隸河東郡の人。関中にて千余家の勢力を抱えていた豪族。
建安16年（211年）、馬超らと共に反乱を起こすも曹操に敗れ、漢中郡の張魯の下へ敗走した（潼関の戦い）。
建安20年（215年）、張魯が曹操に降伏すると共に降り、元の官爵に復した。

## 三国志演義
羅貫中の小説『三国志演義』では第58回で、馬超と共に反乱した韓遂配下の部将、手下八部の一員として登場。
曹操軍との乱戦の中で、張横と共に命を落とし、手下八部の中ではこの両名が最初の戦死者となる。